# Alexis Méndez
Alexis Omar Méndez (nascido em 23 de outubro de 1969) é um ex-ciclista profissional venezuelano que foi um dos atletas a representar o seu país nos Jogos Olímpicos de Verão de 1988 e de 2000. Competia em provas de ciclismo de pista e estrada.